# Ministère de la Justice (république de Chine)
Pour les articles homonymes, voir Ministère de la Justice.
Le ministère de la Justice (officiellement en anglais : Ministry of Justice (MOJ), en chinois traditionnel : 法務部 ; pinyin : Fǎwù bù) est un des ministères de la branche exécutive du gouvernement de la république de Chine (en), chargé des affaires relatives au système judiciaire.

## Histoire
L'ancêtre du ministère voit le jour pendant les dernières années de la dynastie Qing. En 1902, le gouvernement remanie le département des Services correctionnels, jusqu'alors l'une des six branches directionnelles, en tant que département de la Justice. Avec l'instauration de la république de Chine, le département est remanié et élevé au statut de ministère, en tant que ministère de la Justice,.
Lors de la réunification chinoise de 1928, le Yuan judiciaire est inauguré en tant que l'une des cinq branches du gouvernement
Yuan exécutif ; le ministère de l'Administration judiciaire (en anglais : Ministry of Judicial Administration, en chinois traditionnel : 司法行政部 ; pinyin : Sīfǎ xíngzhèng bù) est alors créé sous sa juridiction. Il passe en 1943 sous le giron du Yuan exécutif,.
Le 1er juillet 1980, le ministère est renommé en tant que ministère de la Justice (en anglais : Ministry of Justice, en chinois traditionnel : 法務部 ; pinyin : Fǎwù bù) dans le cadre d'un remaniement du système gouvernemental,.

## Structure
Parmi l'organisation interne du ministère, on retrouve :

### Départements
- Department of Planning
- Department of Legal System
- Department of Legal Affairs
- Department of Prosecutorial Affairs
- Department of Prevention, Rehabilitation and Protection
- Department of International and Cross-Strait Legal Affairs
- Secretariat
- Department of Personnel
- Department of Accounting
- Department of Statistics
- Department of Information Management

### Agences affiliées
- Administrative Enforcement Agency
- Prosecutors Office
- Agency of Corrections
- Agency Against Corruption
- Investigation Bureau